# جایزه
جایزه یا پاداش (به انگلیسی: Prize) به چیزی گفته می‌شود که برای تقدیر از یک فرد به وی اعطا می‌گردد که می‌تواند به صورت نقدی باشد و غالباً ارزش مادی دارد.

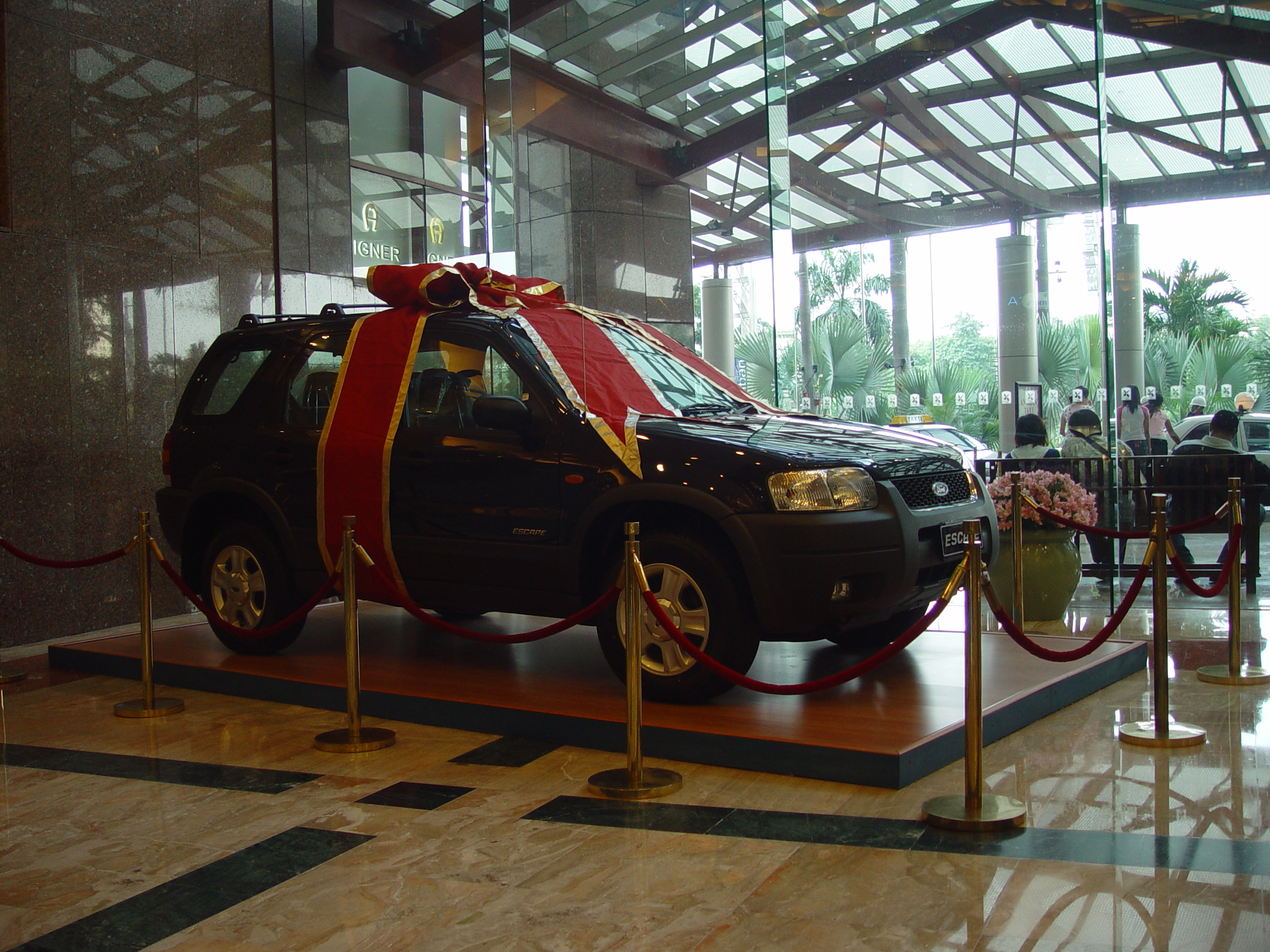
جایزه ماشین در یک مرکز خرید در اندونزی